# University Press of Mississippi
La University Press of Mississippi è una casa editrice statunitense di opere letterarie sponsorizzata dalle otto diverse università nell'area del Mississippi.

## Università
- Alcorn State University
- Delta State University
- Jackson State University
- Mississippi State University
- Mississippi University for Women
- Mississippi Valley State University
- University of Mississippi
- The University of Southern Mississippi

## Editoria
- Banner Books[1]
- Muscadine Books (libri sulla cultura meridionale degli Stati Uniti)

## Serie
Le serie letterarie più note della casa editrice sono:
- American Made Music Series;[2]
- Folk Art and Artists Series;[3]
- Great Comics Artists Series;[4]
- Hollywood Legends Series;[5]
- Studies in Popular Culture Series;[6]
  - Comics and Popular Culture category[7]